# Syleter
Syleter is een geslacht van kevers uit de familie van de loopkevers (Carabidae). De wetenschappelijke naam van het geslacht is voor het eerst geldig gepubliceerd in 1941 door Andrewes.

## Soorten
Het geslacht Syleter is monotypisch en omvat slechts de volgende soort:
- Syleter papua Darlington, 1962